# Lucs (vállalat)
A Lucs, teljes nevén Lucs Kijevi Állami Tervezőiroda (ukránul: Київське державне конструкторське бюро «Луч», magyar átírásban: Kijivszke derzsavne konsztruktorszke bjuro Lucs) ukrán hadiipari vállalat, amelyet 1965-ben hoztak létre. A szovjet időszakban kezdetben légiharc-rakéták diagnosztikai berendezéseivel, később légiharc-rakéták irányítórendszereinek és kormányműveinek fejlesztésével foglalkozott. Napjainkban állami tulajdonban van, 2010-től az ukrán hadiipari vállalatokat összefogó Ukroboronprom holdinghoz tartozik. A 2000-es évek elejétől páncéltörő rakéták fejlesztésével is foglalkozik, emellett az irányítórendszerek fejlesztése terén más ukrán hadiipari projektekben is részt vesz. A tervezőiroda által kifejlesztett rakéták sorozatgyártását az Artem vállalat végzi.

## Története
A tervezőirodát 1965-ben hozták létre. Feladata kezdetben torpedók és repülőgép-fedélzeti rakéták ellenőrzéséhez és diagnosztikájához szükséges berendezések kifejlesztése volt, amelyekkel a csapatoknál, tábori körülmények között, a gyártóhoz történő visszaszállítását mellőzve lehet a fegyverek műszaki ellenőrzését elvégezni. A Lucs név a vezérlőberendezésekre   használt orosz orosz kifejezés rövidítéséből (ЛУЧ – Логически управляемая часть, logicseszkaja upravjajemaja csaszty, logikai vezérlő egység) eredő betűszó.
A tervezőiroda már a működésének első évében kifejlesztette a légiharc-rakéták ellenőrzésére szolgáló, UAZ járműre telepített PPP–3SZM mobil diagnosztikai berendezést, és a rakéták előkészítéséhez használható PPP–3SZAM rendszert, amelyek még manuális rendszerek voltak.
A következő években már automatizált rakéta-diagnosztikai rendszereket fejlesztettek ki. Ilyen eszköz volt az 1965-1969 között a légiharc-rakéták ellenőrzésére kifejlesztett SZAK–46 automata rendszer, valamint a hajók elleni rakéták tesztelésére szolgáló AKIPSZ–80 automata rendszer. 1972-re készült el az UAZ–69-re telepített Ingul rendszer, amely kilenc fajta légiharc-rakéta ellenőrzésére és tesztelésére volt alkalmas. Az 1970-es évek közepére további haditengerészeti diagnosztikai eszközök készültek el. Az AKIPSZ–125 tengeralattjárókra telepített rakéták, az AKIPSZ–4U hajók elleni rakéták, míg az AKIPSZ–4U1 torpedók ellenőrzésére és diagnosztikájára készült. Az Ingul rendszer továbbfejlesztéseként készített Trubesz berendezés 12 légiharcrakéta-típus ellenőrzésére volt alkalmas. Az 1980-as évekre a továbbfejlesztett Ingul-A már 26 rakétatípust és irányított siklóbombát tudtak kezelni, míg a Trubesz–A 18 féle rakétát kezelt.
1991-ben, a Szovjetunió felbomlása után a vállalat ukrán tulajdonba került. Kezdetben a tulajdonosi jogokat az Ukrán Védelmi Minisztérium gyakorolta. A tervezőirodát mint stratégiai céget felvették a nem privatizálható állami vállalatok listájára.
A tervezőiroda az 1990-es évek végétől kezdett el foglalkozni páncéltörő rakéták fejlesztésével. Az első ilyen eszköze a 2000-es évek elejére elkészített Barjer páncéltörő rakéta volt, amelyet helikopterről és páncélozott harcjárműveken lehet használni. A rakétát 2005-ben mutatták be először az IDEX 2005 hadiipari kiállításon. Ugyancsak ott mutatták be a Lucs által fejlesztett RK–3 Korszar hordozható páncéltörő rakéta makettjét, magát a kész rendszert pedig egy évvel később mutatták be. A Korszar tesztjei több évnyi csúszás után, csak 2013-ban fejeződtek be.
Ugyancsak a 2000-es évek elejének fejlesztései voltak a lövegcsőből indítható Sztuhna és Kombat páncéltörő rakéták. A Sztuhna a T–55-ös 100 mm-es lövegéből alkalmazható, míg a Kombat 125 mm-es harckocsiágyukból használható. A Lucs által fejlesztett rakéták sorozatgyártását a kijevi Artem vállalat végzi.
2005-ben nyolc ukrajnai hadiipari vállalat részvételével létrehozták a Nyebo Ukrajini tudományos-termelési egyesülést, melynek feladata az ukrajnai légvédelmi rendszerek korszerűsítése volt. A közös vállalatban a Lucs tervezőiroda is részt vett.
A Lucs részese volt a Mi–24P harci helikopterek felújítására és modernizálására létrehozott projektnek is. A felújítást a konotopi Aviakon repülőgépjavító üzem végezte el az OKR Helikopter modernizációs program keretében, és több más vállalat mellett részt vett benne a Lucs tervezőiroda, a Motor Szics, az Adron, az Arszenal vállalatok, az Izjumi Műszergyár, valamint a francia SAGEM. A modernizációs program eredménye a Mi–24PU1 verzió lett, amelyből az első példány 2012-ben állt szolgálatba.